# Kanton Plateau briard
Kanton Plateau briard is een kanton van het Franse departement Val-de-Marne. Kanton Plateau briard maakt deel uit van de arrondissementen Créteil en Nogent-sur-Marne en telt 59.430 inwoners in 2017.

## Gemeenten
Het kanton Plateau briard werd opgericht bij de herindeling van de kantons door het decreet van 17 februari 2014, met uitwerking in maart 2015, en omvat volgende gemeenten:
- Boissy-Saint-Léger (hoofdplaats)
- Mandres-les-Roses
- Marolles-en-Brie
- Noiseau
- Périgny
- La Queue-en-Brie
- Santeny
- Villecresnes